# Casper et Wendy
Pour les articles homonymes, voir Casper.
Casper et Wendy (Casper Meets Wendy) est un film fantastique américain réalisé par Sean McNamara, sorti directement en vidéo en 1998, fondé sur le dessin animé Casper le gentil fantôme. Il est un spin-off du film Casper.

## Résumé
Casper, un gentil fantôme, est le bouc-émissaire de ses trois oncles, les mauvais Teigneux, Bouffi et Crado. Épuisés à force d'effrayer les humains (qu'ils appellent les charnus ), les 3 compères décident de prendre des vacances et embarquent Casper avec eux pour porter leurs bagages. Au même moment, le cruel Desmond Maléfix apprend de son oracle qu'il risque de perdre sa place de plus grand sorcier du monde au profit de Wendy, une gentille petite sorcière qui vit avec ses trois tantes qui adorent effrayer les humains. Desmond envoie des hommes pour capturer Wendy, mais cette dernière leur échappe, accompagnée de ses tantes excentriques. Toutes quatre décident de se cacher dans la ville où Casper et ses oncles ont décidé de passer leurs vacances.
Casper et Wendy se rencontrent et deviennent amis, mais leur amitié est tenue secrète en raison de la haine que se vouent mutuellement sorcières et fantômes. Casper et Wendy décident de rapprocher leurs familles. Casper convainc ses oncles de posséder des charnus et de s'inviter à un bal où les sorcières sont également présentes. Le plan échoue quand les sorcières découvrent que leurs trois cavaliers étaient des fantômes ; ces derniers jurent de les détruire. Casper apprend ensuite de Wendy qu'elle et ses tantes ne pouvaient utiliser leurs magies sans être repérées par Desmond Maléfix. Désirant la protéger, Casper essaye en vain de convaincre ses oncles de laisser les sorcières tranquilles et leur avoue accidentellement que les sorcières ne peuvent pas utiliser leurs pouvoirs. Les trois fantômes se vengent alors des sorcières, mais Wendy les met en fuite avec sa baguette, ce qui permet à Desmond de retrouver sa trace.
Wendy en veut beaucoup à Casper et s'apprête à partir, mais Desmond la capture ainsi que ses tantes. Wendy est projetée dans le gouffre mystique qui est censé la tuer, mais Casper et ses oncles arrivent à temps pour sauver Wendy et ses tantes. Finalement, Desmond Maléfix est lui-même projeté dans le gouffre mystique et Wendy devient, pour avoir sympathisé avec un fantôme, la plus grande sorcière.
Les vacances touchent à leur fin : Wendy est enfin respectée par ses tantes et traitée comme une des leurs. Elle dit adieu à Casper qui s'apprête à également rentrer au manoir Whipstaf avec ses oncles. Wendy rend un dernier service à Casper en forçant les oncles de son ami à porter les bagages pour le voyage de retour.

## Fiche technique
- Titre original : Casper Meets Wendy
- Titre français : Casper et Wendy
- Réalisation : Sean McNamara
- Scénario : Jymn Magon
- Production : Mike Elliott, Amy Goldberg, Rob Kerchner, Jeffrey A. Montgomery, Lance H. Robbins et Haim Saban
- Sociétés de production : Saban Entertainment et The Harvey Entertainment Company
- Budget : 6,4 millions de dollars (4,85 millions d'euros)
- Musique : Udi Harpaz
- Photographie : Christian Sebaldt
- Montage : John Gilbert
- Décors : Shannon Denton et Nava
- Costumes : Tami Mor, Rina Ramon et Ryck Schmidt
- Pays d'origine : États-Unis
- Format : Couleurs - 1,85:1 - Dolby Digital - 35 mm
- Genre : comédie, fantastique
- Durée : 90 minutes
- Dates de sortie : 
  - Australie : 8 septembre 1998 (en VHS)
  - États-Unis : 22 septembre 1998 (en VHS)
  - France : 3 mars 1999 (en VHS)

## Distribution
- Hilary Duff (VF : Kelly Marot ; VQ : Claudia-Laurie Corbeil) : Wendy la gentille petite sorcière
- Cathy Moriarty (VF : Dominique Lavanant ; VQ : Anne Caron) : Geri, la première tante
- Shelley Duvall (VF : Régine Teyssot ; VQ : Johanne Léveillé) : Gabby, la seconde tante
- Teri Garr (VF : Nathalie Régnier ; VQ : Élise Bertrand) : Fanny, la troisième tante
- George Hamilton (VF : François Dunoyer ; VQ : Vincent Davy) : Desmond Spellman
- Jeremy Foley (VF : Paul Nivet ; VQ : Lawrence Arcouette) : Casper (voix)
- Jim Ward (VF : Daniel Lafourcade ; VQ : Luis De Cespedes) : Teigneux, le premier oncle de Casper (voix)
- Bill Farmer (VF : Gilbert Lévy ; VQ : Daniel Lesourd) : Crado, le second oncle de Casper (voix)
- Jess Harnell (VF : Michel Tugot-Doris ; VQ : Benoit Rousseau) : Bouffi, le troisième oncle de Casper (voix)
- Blake Foster : Josh Jackson
- Sebastian Hitzig : le réceptionniste d'hôtel
- Michael McDonald : Spike (Humain possédé par Teigneux)
- Travis McKenna : Phil (Humain possédé par Bouffi)
- Patrick Richwood (VQ : Ronald France) : Vince (Humain possédé par Crado)
- Richard Moll (VF : Jean-François Aupied) : Jules
- Vincent Schiavelli (VF : Bernard Alane) : Vincent
- Pauly Shore (VF : Éric Missoffe ; VQ : Jacques Lavallée) : Oracle
- Maria Ford : Fanny (playmate)

## Autour du film
- Cathy Moriarty, qui interprète Geri, la tante de Wendy, jouait le rôle de la méchante Carrigan Crittenden dans le premier film.

## Distinctions
- Prix des meilleurs effets spéciaux dans un film pour enfants (Ray McIntyre Jr., Ken Wilder et Jim Gorman), lors des International Monitor Awards en 1999[1].
- Nomination au Young Artist Award de la meilleure actrice de dix ans pour Hilary Duff en 1999[2].

## La saga Casper
- 1995 : Casper, de Brad Silberling
- 1997 : Casper, l'apprenti fantôme (Casper: A Spirited Beginning), de Sean McNamara
- 1998 : Casper et Wendy, de Sean McNamara